# Pithiviers
Pithiviers [pitivje] ist eine französische Stadt und Gemeinde mit 8981 Einwohnern (Stand 1. Januar 2022) im Département Loiret in der Region Centre-Val de Loire. Sie ist Verwaltungssitz (Unterpräfektur) des Arrondissements Pithiviers.

## Geografie
Die Stadt liegt etwa 80 Kilometer südlich von Paris am Ufer des Flusses Essonne.

## Geschichte

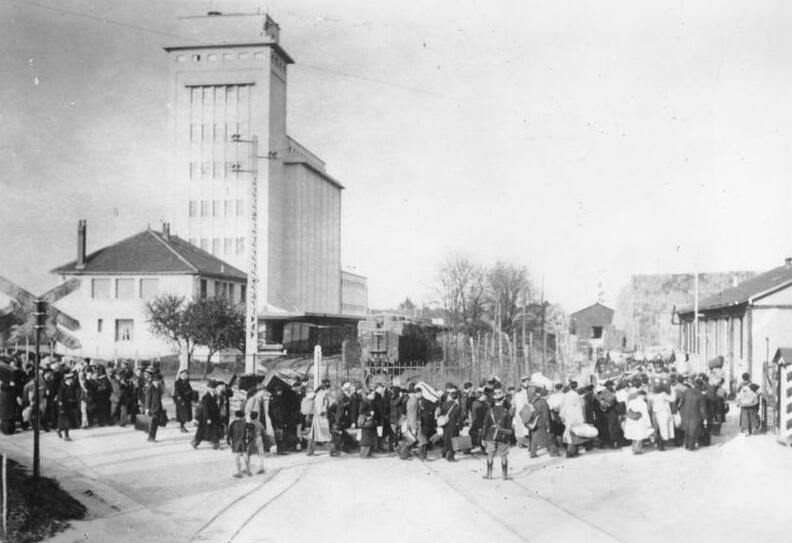
Eingang zum Internierungslager für Juden bei Pithiviers 1941

Die Stadt ist gallischen Ursprungs, worauf der Name hinweist. Etwa um 1610 wurde hier der französische Maler Lubin Baugin geboren, im Jahr 1781 der Mathematiker Siméon Denis Poisson. Im Kreiskrankenhaus von Pithiviers begründete der Gynäkologe Michel Odent Ende der 1970er Jahre die moderne Wassergeburt.
Zu Beginn des Zweiten Weltkriegs wurde hier ein Lager errichtet, das für deutsche Kriegsgefangene bestimmt war. Nach der französischen Niederlage 1940 wurde es unter dem Vichy-Regime zum Durchgangslager Camp de transit de Pithiviers. Von hier aus, vom Sammellager Drancy und von einem anderen Lager in Beaune-la-Rolande wurden etwa 18.000 ausländische und französische Juden in das deutsche Vernichtungslager Auschwitz deportiert. Ab Oktober 1943 diente es als Haftlager für politische Gefangene.

## Bevölkerungsentwicklung
| Jahr                       | 1962 | 1968 | 1975   | 1982 | 1990 | 1999 | 2018 | 2019 |
| Einwohner                  | 7318 | 8686 | 10.097 | 9392 | 9327 | 9242 | 8719 | 9023 |
| Quellen: Cassini und INSEE |      |      |        |      |      |      |      |      |

## Städtepartnerschaften
- Ashby-de-la-Zouch, England (seit 1960)
- Burglengenfeld, Deutschland (seit 1976)
- Ovar, Portugal (seit 1993)
- Iznik, Türkei (seit 2015)

## Persönlichkeiten
- Lubin Baugin (~1610–1663), Maler
- Henri Louis Duhamel du Monceau (1700–1782), Jurist, Botaniker und Ingenieur
- Timothée de Livoy (1715–1777), Übersetzer und Lexikograf
- Siméon-Denis Poisson (1781–1840), Physiker und Mathematiker
- Hervé Boussard (1966–2013), Radrennfahrer
- Marie NDiaye (* 1967), Schriftstellerin
- Steve Marlet (* 1974), Fußballspieler
- Geoffroy Lequatre (* 1981), Radrennfahrer
- Théo Ceccaldi (* 1986), Jazzmusiker
- Auriana Lazraq-Khlass (* 1999), Siebenkämpferin